# Bejaranoa
Bejaranoa, rod glavočika, dio tribusa Eupatorieae.

## Opis
Rod Bejaranoa uključuje dvije vrste, jednu koja se javlja u Paragvaju i Boliviji, i drugu u Brazilu. Rod podsjeća na Conocliniopsis.. Obje vrste izdvojene su iz roda Eupatorium i ukmljučene 1978. u novi rod Bejaranoa.

## Vrste
1. Bejaranoa balansae (Hieron.) R.M.King & H.Rob.
2. Bejaranoa semistriata (Baker) R.M.King & H.Rob.